# Kabelbaan van Coo
De kabelbaan van Coo of Le Télésiege of Bel RTL Zetellift is een zetellift in de Belgische gemeente Stavelot om de uitkijktoren van Coo te bereiken. Het benedenstation bevindt zich in het pretpark Plopsaland Ardennes, vlak bij de watervallen van Coo. De kabelbaan brengt de bezoekers over de rivier Amblève naar het 220 meter hoger gelegen bergstation op de Lancreberg. Dit station bevindt zich onderaan de uitkijktoren van Coo, vanwaar de vallei en het stuwmeer van Coo zichtbaar zijn. De kabelbaan dateert uit 1955 en werd gebouwd door de firma Friedrich Krupp. Bij de oplevering was het de grootste kabelbaan van België.
Voor toegang tot de kabelbaan is een ticket voor Plopsaland Ardennes benodigd.

## Ongeluk
In december 2006 reed een kraan van een onderaannemer tegen de zetellift, hierdoor raakte de zetellift zwaar beschadigd. Er moest een nieuwe draagkabel komen en de wieltjes van de palen moesten worden vervangen, door het ongeluk bleef het park gesloten tijdens de winteropening van 2006-2007.

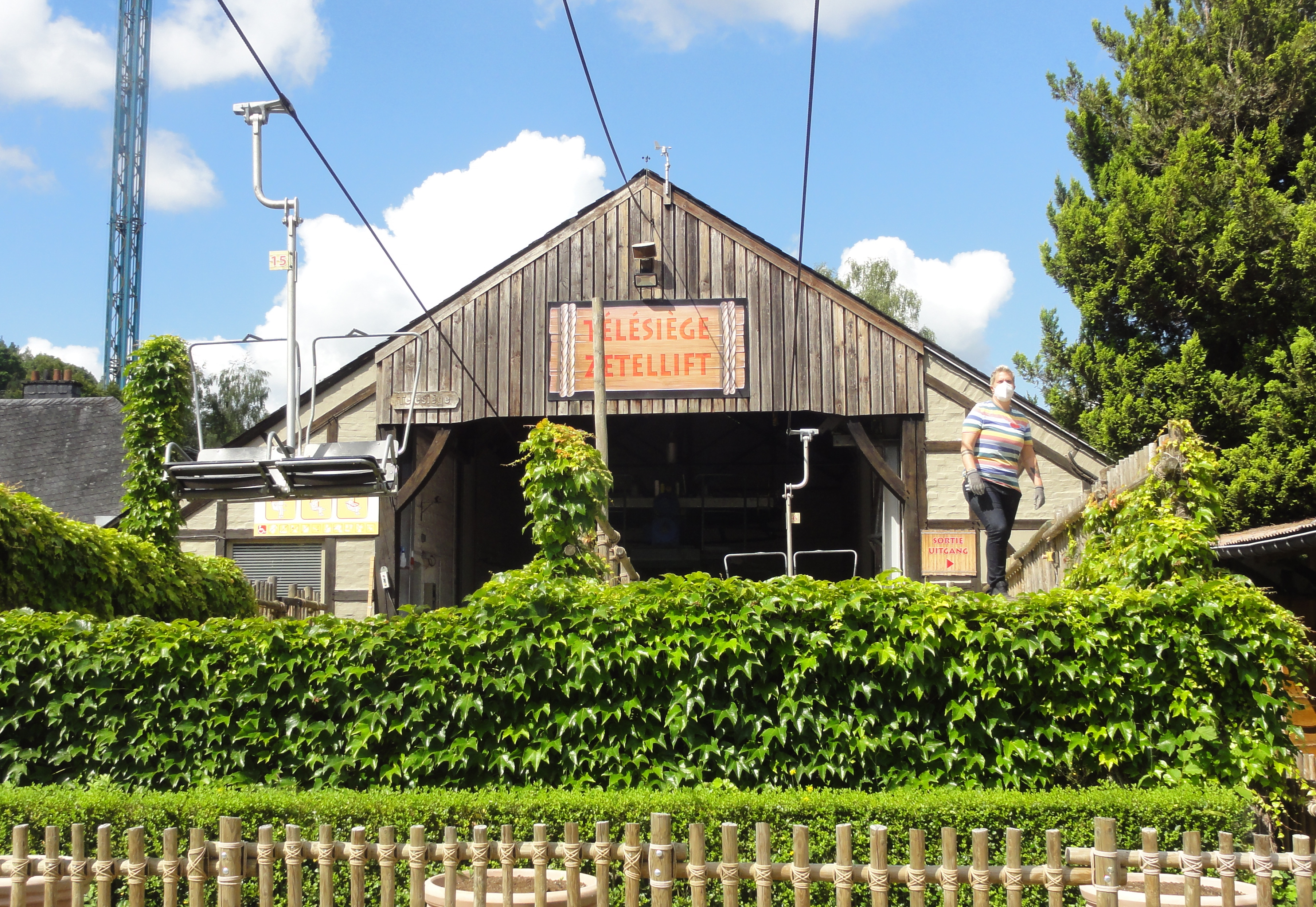
Station beneden
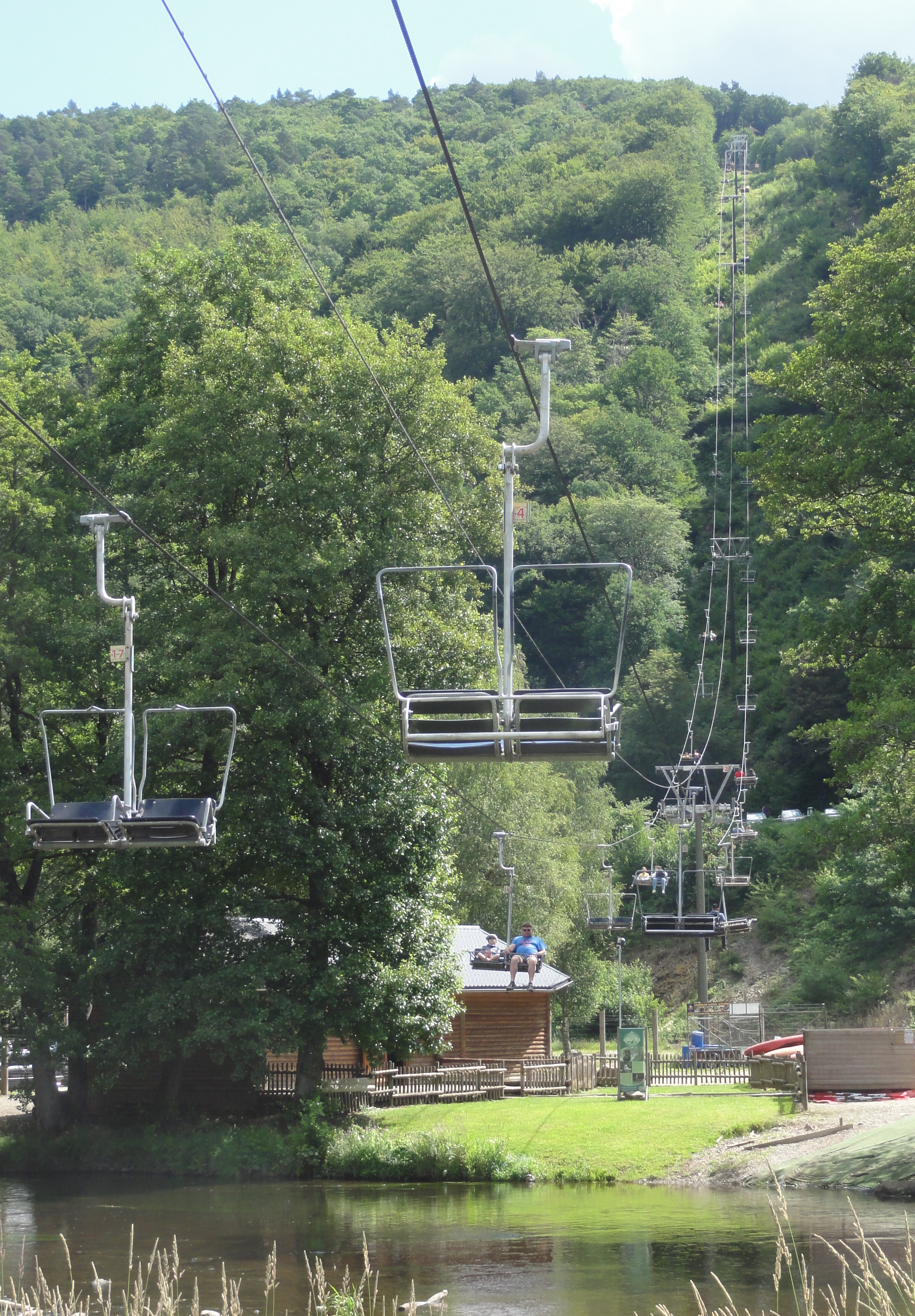
Kabelbaan
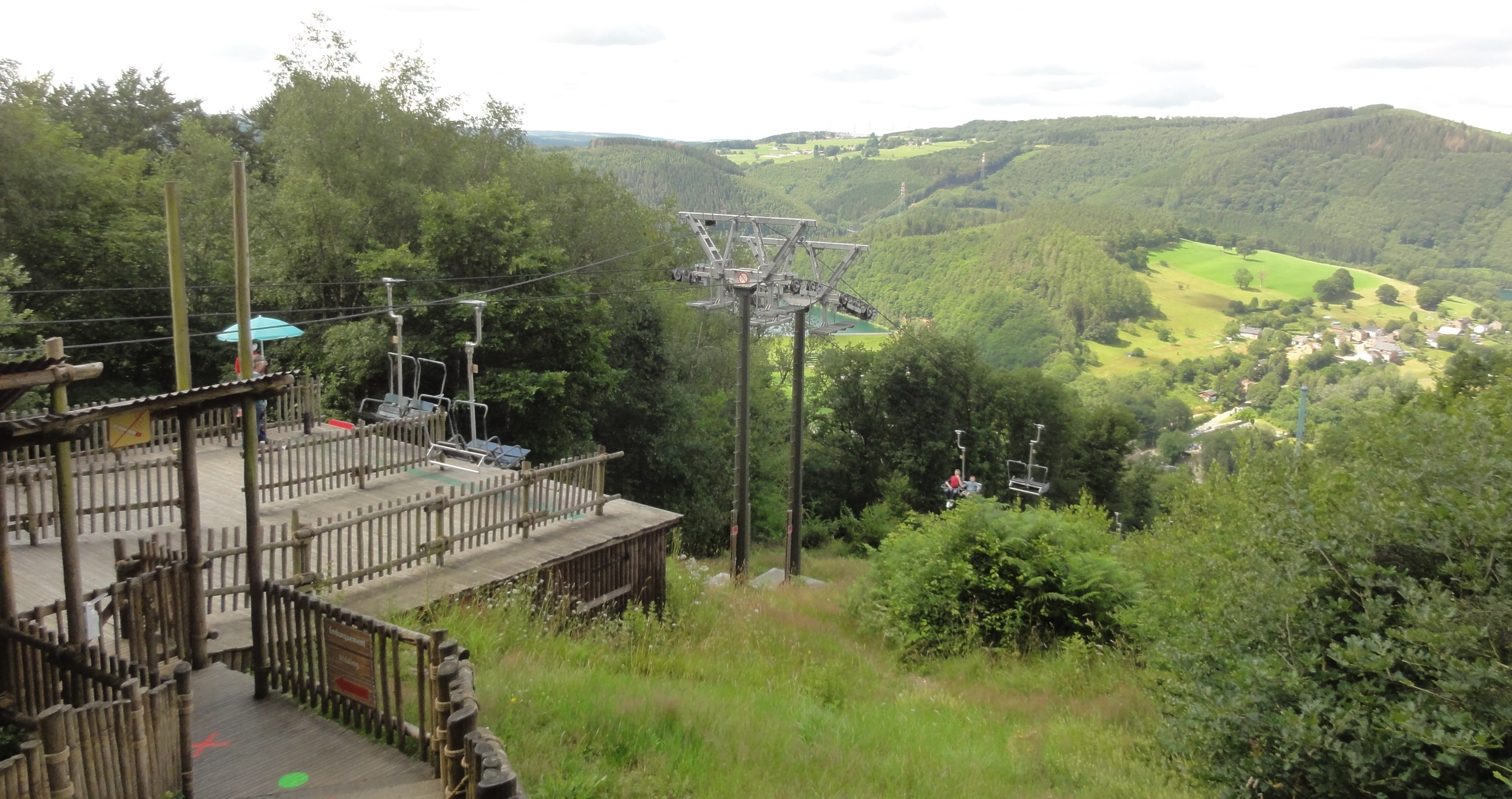
Station boven
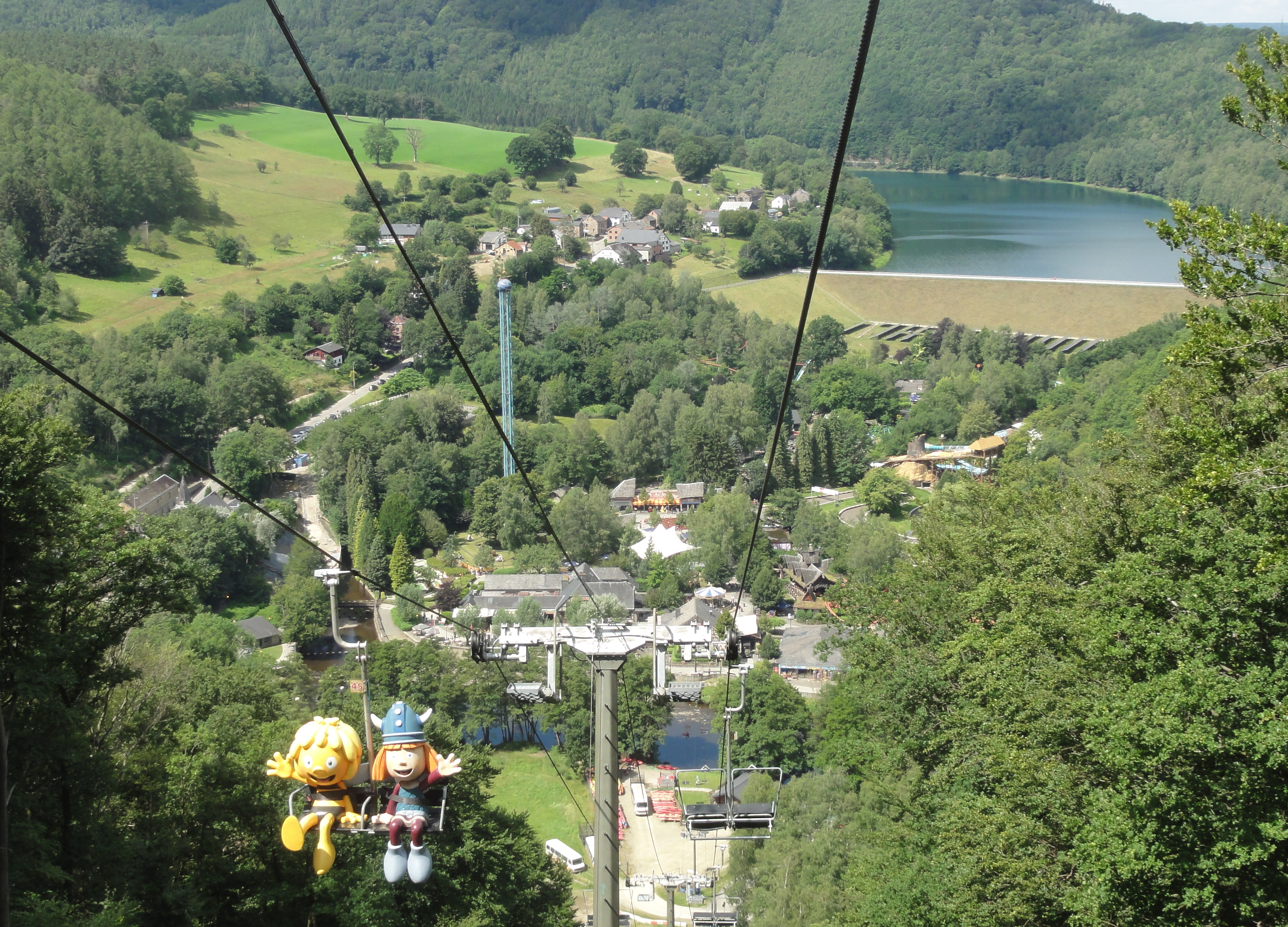
Uitzicht bovenste station
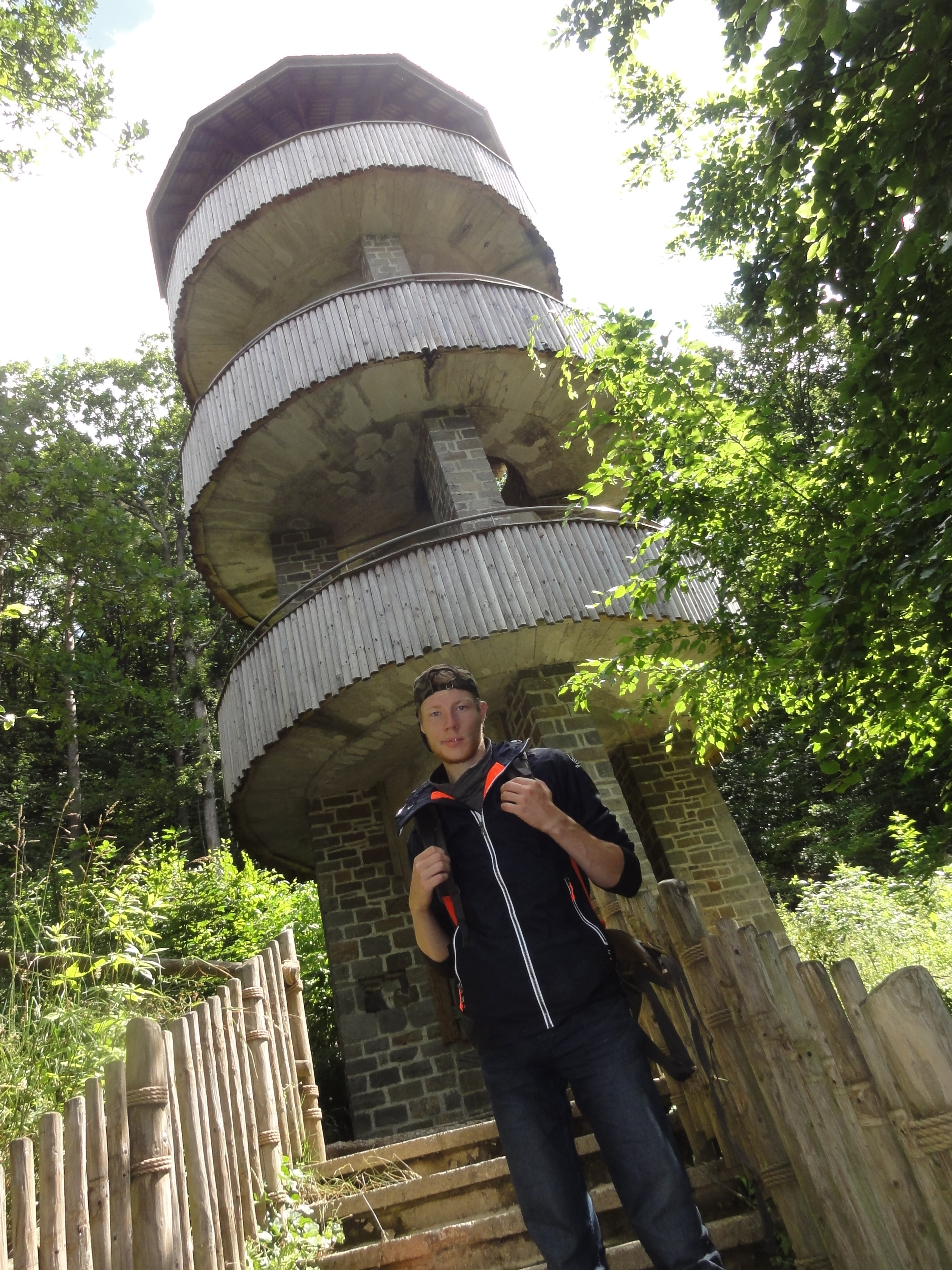
De Uitkijktoren